# Jüdischer Friedhof Michelndorf

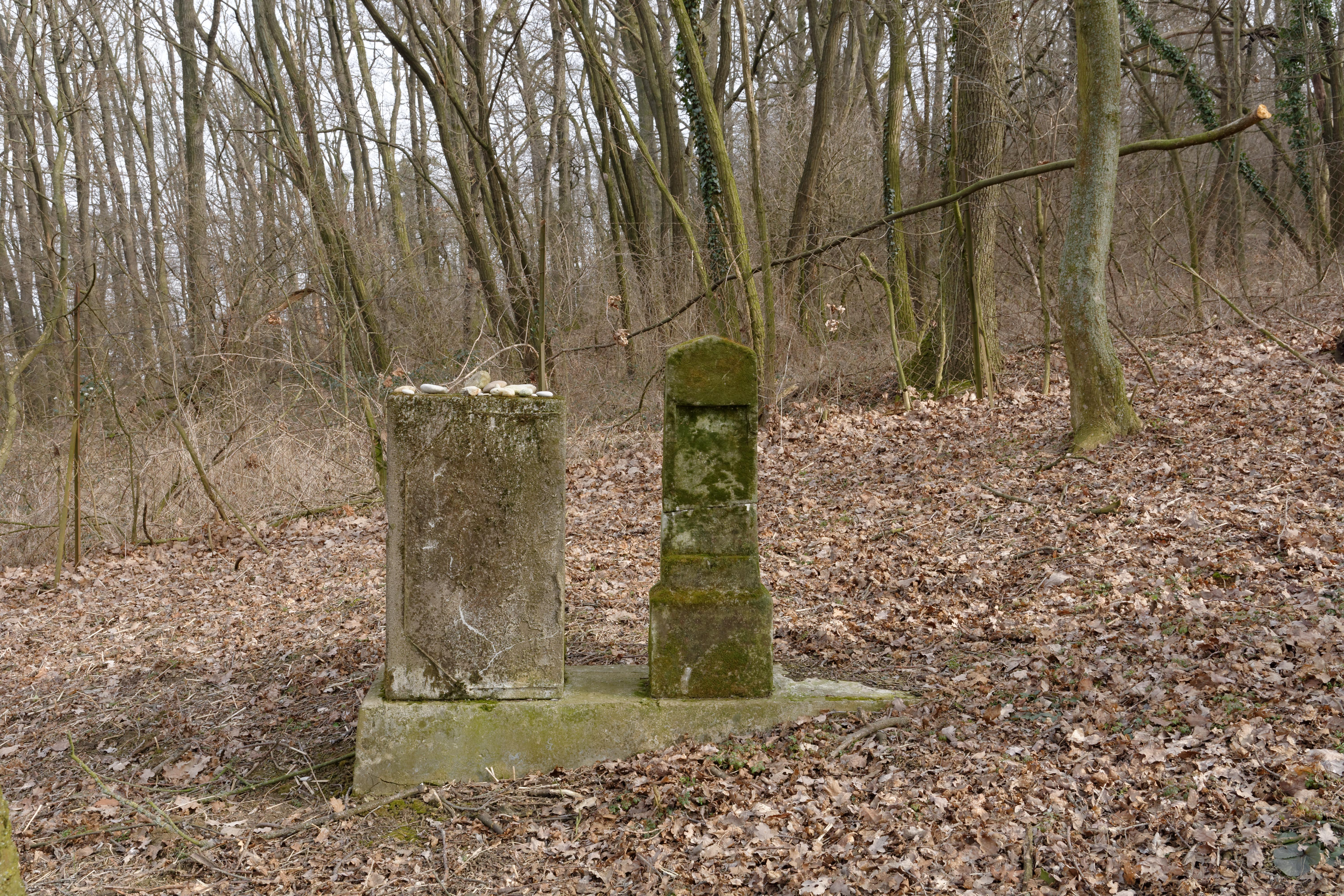
Grabsteine auf dem jüdischen Friedhof in Michelndorf

Der Jüdische Friedhof Michelndorf ist ein denkmalgeschützter (Listeneintrag) jüdischer Friedhof in der niederösterreichischen Katastralgemeinde Michelndorf, einem Ortsteil der Gemeinde Michelhausen. 
Auf dem 344 m² großen jüdischen Friedhof vom Typ eines Waldfriedhofs sind nur noch fünf Grabsteine aus Sandstein erhalten. 
Die anderen wurden 1938, in der Zeit des Nationalsozialismus, von einem Steinmetz zur Weiterverwendung entfernt. Zur gleichen Zeit fiel auch das Taharahaus einer Brandstiftung zum Opfer.